# Greg Dayman
Greg Dayman, född den 21 februari 1947 i Wellington, Nya Zeeland, är en nyzeeländsk landhockeyspelare.
Han tog OS-guld i herrarnas landhockeyturnering i samband med de olympiska landhockeytävlingarna 1976 i Montréal.